# Гарсия, Рауль
Рау́ль Гарси́я Эскуде́ро (исп. Raúl García Escudero; род. 11 июля 1986, Памплона, Испания) — испанский футболист, полузащитник. Выступал за сборную Испании.

## Клубная карьера
Рауль Гарсия начал профессиональную карьеру в своём родном городе в клубе «Осасуна». По амплуа является универсальным игроком центральной зоны. 28 октября 2004 года дебютировал в первой команде в матче против «Барселоны», завершившимся поражением 0:3 на выезде; тренером, предоставившим ему место в основе, был мексиканский специалист Хавьер Агирре. В первом своём полном сезоне в «Осасуне» Гарсия забил пять мячей в чемпионате Испании, первый из них был забит 26 октября 2005 года в ворота «Атлетика» из Бильбао (матч завершился победой «Осасуны» со счётом 3:2). Футболисты из Наварры завершили сезон на четвёртом месте, завоевав право участия в еврокубках. Вместе с Раулем Гарсия «Осасуна» дошла до полуфинала Кубка УЕФА, Гарсия забил 1 гол в 12 проведённых встречах.
В июле 2007 года Гарсия, по приглашению своего бывшего наставника Хавьера Агирре, подписал пятилетний контракт со столичным клубом «Атлетико Мадрид»; стоимость перехода футболиста составила около 13 млн евро.
В январе 2010 года Гарсия потерял место в основном составе в связи с приходом в клуб полузащитника Тиагу Мендеша, арендованного мадридцами у туринского «Ювентуса». Тем не менее, он принял участие в победном для «Атлетико» финале розыгрыша Лиги Европы и отыграл все 90 минут и овертайм матча против «Фулхэма», поскольку португалец не имел права участвовать в этом матче из-за того, что был заигран в еврокубках в этом сезоне за «Ювентус». Это достижение стало первым спортивным трофеем в карьере Рауля Гарсия. Кроме того, он появился на поле во второй половине финала Копа дель Рэй против «Севильи», завершившегося поражением мадридцев 0:2.
27 августа 2010 года Гарсия полностью отыграл матч за Суперкубок УЕФА против миланского «Интернационале», причём отличившись с негативной стороны. На последней минуте игры он нарушил правила в своей штрафной площадке на Горане Пандеве, впрочем пенальти парировал вратарь команды Давид Де Хеа. Итог встречи остался 2:0 в пользу «Атлетико».
Хотя суммарно он провёл на поле гораздо меньше своего конкурента за место в основе Тиагу Мендеша, он всё же смог проявить себя в 29 играх сезона, поспособствовав квалификации «Атлетико» в Лигу Европы, свой единственный гол он забил с углового в ворота будущих чемпионов — «Барселоны».
В сезоне 2011/2012 годов играл в родной команде «Осасуна» на правах аренды. Отметился рядом важных голов, в том числе и в ворота «Барселоны».

## Карьера в сборной
В 2006—2009 годах Гарсия вызывался в молодёжную сборную Испании, провёл в её составе более 20 матчей, в том числе был среди участников чемпионата Европы по футболу среди молодёжных команд 2009 года. Ранее также провёл несколько игр в составе сборной Испании для игроков не старше 19 лет.

## Достижения
Атлетико Мадрид
- Чемпион Испании: 2013/14
- Обладатель Кубка Испании: 2012/13
- Обладатель Суперкубка Испании: 2014
- Победитель Лиги Европы: 2009/10
- Обладатель Суперкубка УЕФА (2): 2010, 2012
- Финалист Лиги чемпионов: 2013/14

Атлетик Бильбао
- Обладатель Суперкубка Испании: 2021
- Обладатель Кубка Испании: 2023/24

## Статистика выступлений
(откорректировано по состоянию на 9 мая 2021 года)
| Клуб             | Сезон            | Лига | Лига | Кубки | Кубки | Еврокубки | Еврокубки | Прочие | Прочие | Итого | Итого |
| Клуб             | Сезон            | Игры | Голы | Игры  | Голы  | Игры      | Голы      | Игры   | Голы   | Игры  | Голы  |
| ---------------- | ---------------- | ---- | ---- | ----- | ----- | --------- | --------- | ------ | ------ | ----- | ----- |
| Осасуна          | 2004/05          | 2    | 0    | 1     | 0     | 0         | 0         | 0      | 0      | 3     | 0     |
| Осасуна          | 2005/06          | 33   | 5    | 1     | 0     | 2         | 0         | 0      | 0      | 36    | 5     |
| Осасуна          | 2006/07          | 33   | 4    | 5     | 0     | 14        | 1         | 0      | 0      | 52    | 5     |
| Осасуна          | Итого            | 68   | 9    | 7     | 0     | 16        | 1         | 0      | 0      | 91    | 10    |
| Атлетико Мадрид  | 2007/08          | 35   | 3    | 5     | 0     | 9         | 1         | 0      | 0      | 49    | 4     |
| Атлетико Мадрид  | 2008/09          | 36   | 3    | 2     | 0     | 10        | 1         | 0      | 0      | 48    | 4     |
| Атлетико Мадрид  | 2009/10          | 20   | 0    | 9     | 0     | 12        | 0         | 0      | 0      | 41    | 0     |
| Атлетико Мадрид  | 2010/11          | 29   | 1    | 5     | 0     | 6         | 0         | 1      | 0      | 41    | 1     |
| Атлетико Мадрид  | 2011/12          | 0    | 0    | 0     | 0     | 2         | 0         | 0      | 0      | 2     | 0     |
| Атлетико Мадрид  | 2012/13          | 30   | 5    | 8     | 2     | 8         | 2         | 1      | 0      | 47    | 9     |
| Атлетико Мадрид  | 2013/14          | 34   | 10   | 7     | 4     | 12        | 4         | 0      | 0      | 53    | 18    |
| Атлетико Мадрид  | 2014/15          | 31   | 5    | 4     | 2     | 10        | 2         | 2      | 1      | 47    | 10    |
| Атлетико Мадрид  | 2015/16          | 1    | 0    | 0     | 0     | 0         | 0         | 0      | 0      | 1     | 0     |
| Атлетико Мадрид  | Итого            | 216  | 27   | 40    | 8     | 69        | 10        | 4      | 1      | 329   | 46    |
| → Осасуна        | 2011/12          | 33   | 11   | 2     | 0     | 0         | 0         | 0      | 0      | 35    | 11    |
| → Осасуна        | Итого            | 33   | 11   | 2     | 0     | 0         | 0         | 0      | 0      | 35    | 11    |
| Атлетик Бильбао  | 2015/16          | 30   | 7    | 2     | 1     | 9         | 3         | 0      | 0      | 41    | 11    |
| Атлетик Бильбао  | 2016/17          | 36   | 10   | 3     | 3     | 7         | 1         | 0      | 0      | 46    | 14    |
| Атлетик Бильбао  | 2017/18          | 34   | 10   | 2     | 1     | 12        | 3         | 0      | 0      | 48    | 14    |
| Атлетик Бильбао  | 2018/19          | 33   | 9    | 1     | 0     | 0         | 0         | 0      | 0      | 34    | 9     |
| Атлетик Бильбао  | 2019/20          | 35   | 15   | 8     | 0     | 0         | 0         | 0      | 0      | 43    | 15    |
| Атлетик Бильбао  | 2020/21          | 32   | 5    | 6     | 3     | 0         | 0         | 2      | 2      | 40    | 10    |
| Атлетик Бильбао  | Итого            | 200  | 56   | 22    | 8     | 28        | 7         | 2      | 2      | 252   | 73    |
| Всего за карьеру | Всего за карьеру | 517  | 103  | 71    | 16    | 113       | 18        | 6      | 3      | 707   | 140   |